# 堀江弥生
堀江 弥生（ほりえ やよい）は、塩谷頼純の正室。塩谷惟純の母。上野国板鼻城主原重房の娘。

## 略歴
平安末期、塩谷頼純の正室であった弥生は、その美しさから下野国の国司に目をつけられ、弥生を手にするために国司は、弥生の父の原重房に命じて頼純を討たせた。これを悲しんだ弥生は、頼純との間の子である月若丸(後の塩谷惟純)を乳母に託して逃がし自害する。
その墓は、堀江氏の菩提寺である六房寺にあったものと考えられているが、六房寺は、かなり古い時代に廃寺になり、その跡には戦後まで6基の五輪塔があってそのひとつが弥生のものと思われるが、現在は埋められてしまい、当地は住宅地になってしまっている。ただ、字名として「六房地」の名が残る。

## 堀江物語絵巻における弥生
堀江物語絵巻では、弥生は「ゆふ（由布）姫」の名で登場し、13歳の時に16歳の頼純と結ばれ、18歳の時に夫が討たれ自害したとしている。しかしながら、この物語絵巻の史実的な信憑性については低いため、これらがどこまで信頼出来るかは疑問が持たれている。なお、年齢は全て数え年である。